# Bindlach

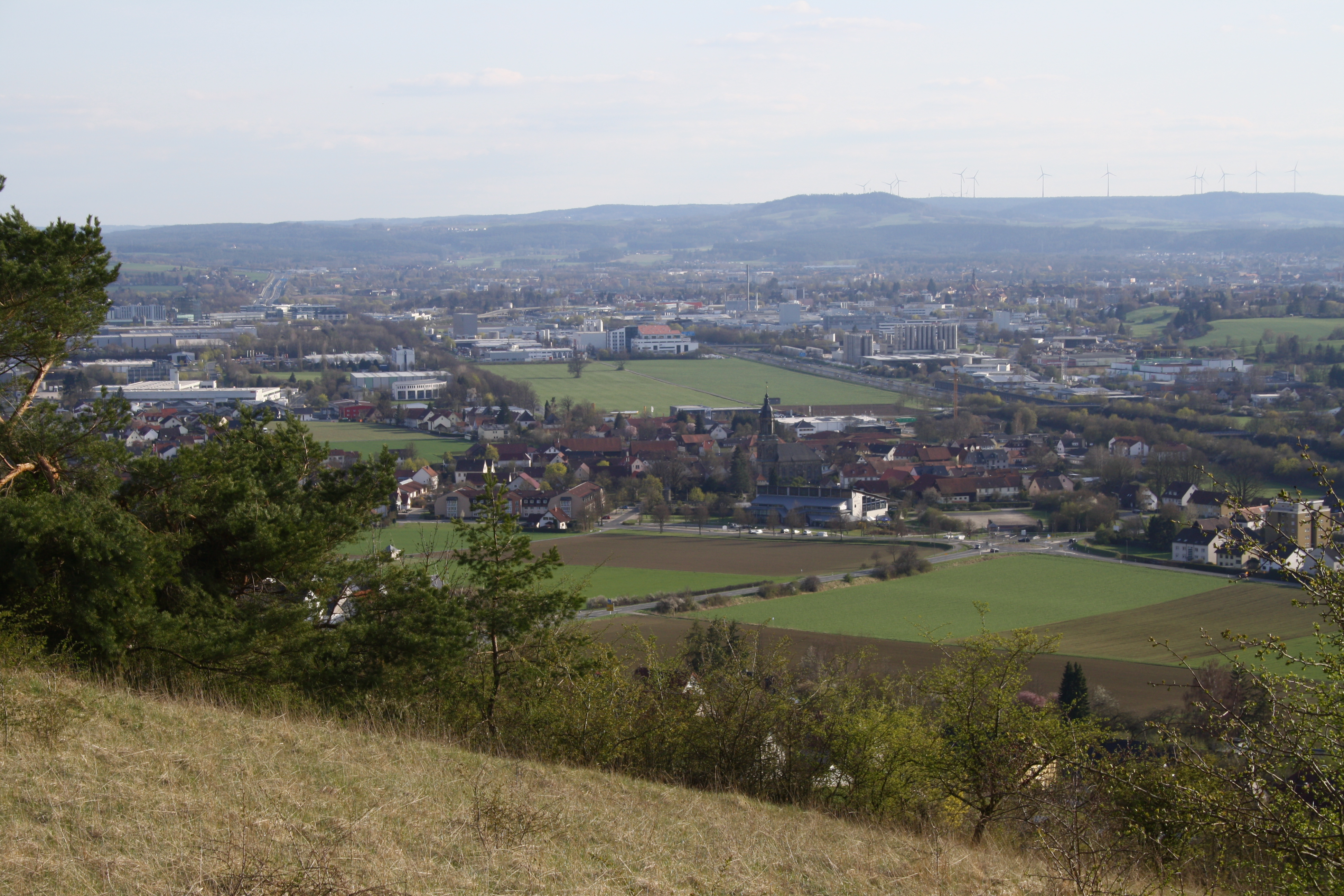
Bindlacher Ortskern vom Bindlacher Berg aus gesehen, im Hintergrund Bayreuth und der Sophienberg

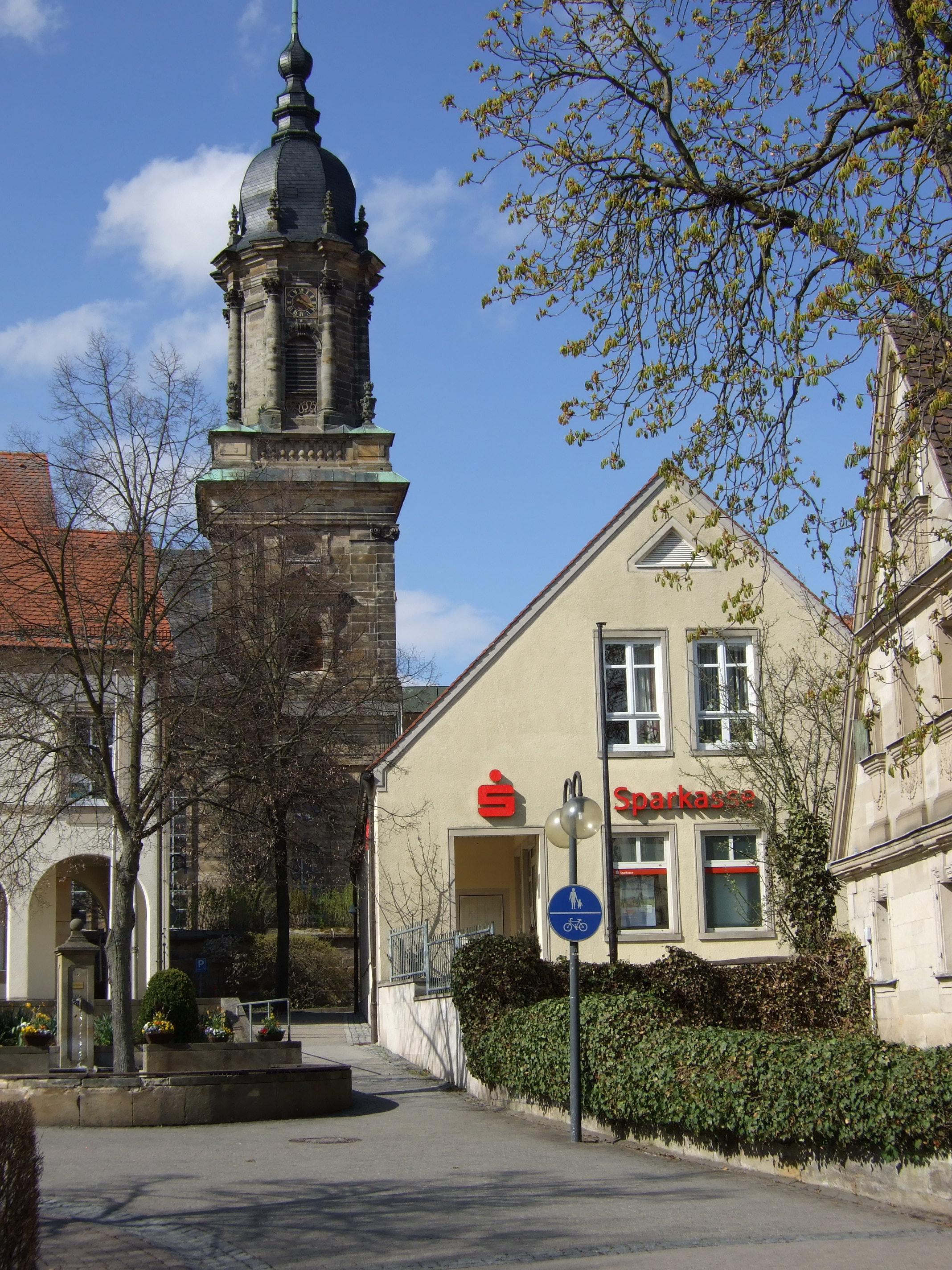
Ortsmitte mit Rathaus (links) und St.-Bartholomäus-Kirche

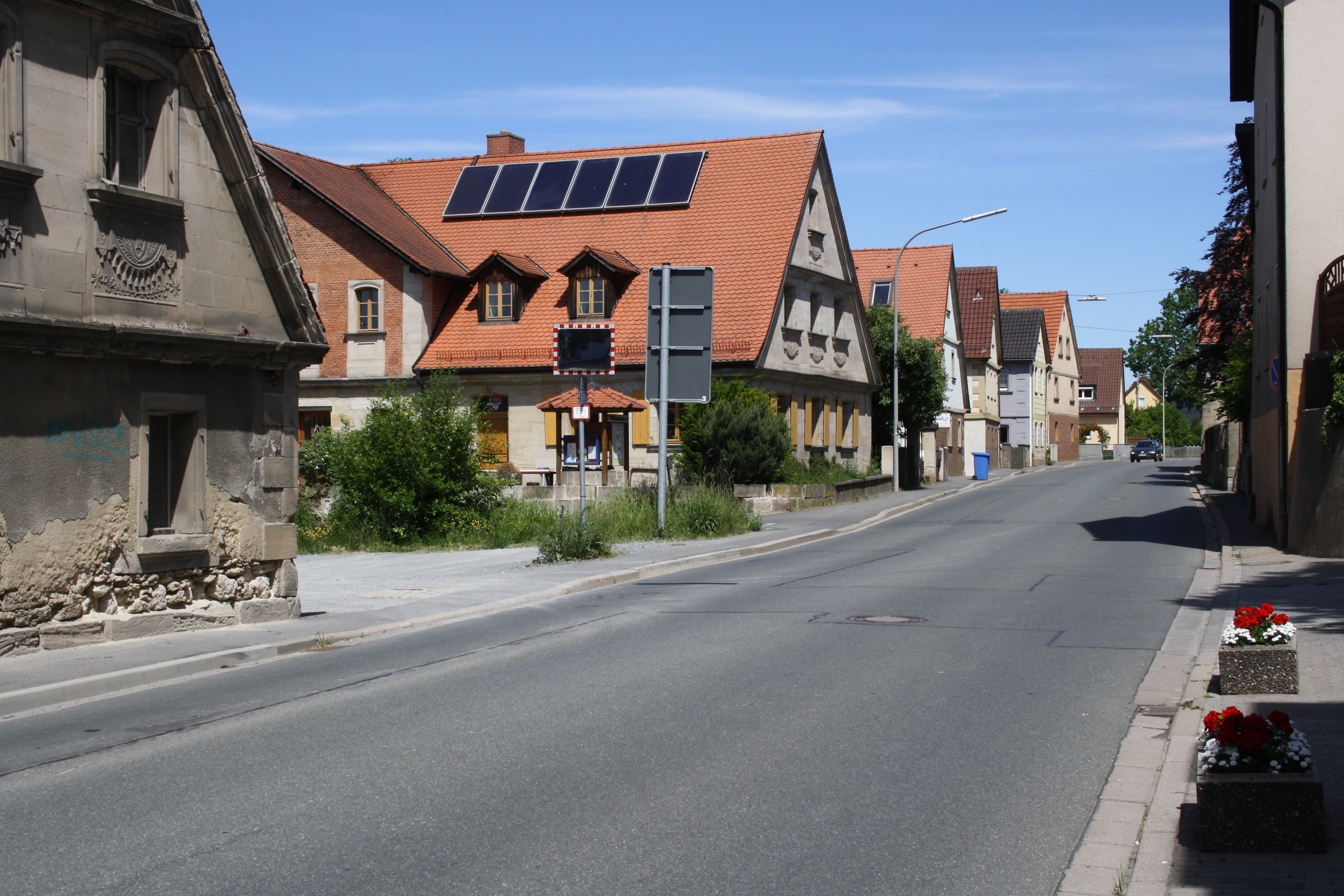
Giebelständige Häuser mit Fensterschürzen in der Bad Bernecker Straße

Bindlach ist eine Gemeinde im Landkreis Bayreuth, Regierungsbezirk Oberfranken, und grenzt im Süden an die kreisfreie Stadt Bayreuth.

## Geografie

### Geografische Lage
Der Ortskern von Bindlach liegt im Trebgasttal am Rande des Fichtelgebirges, an dem durch die Benk-Formation geologisch interessanten Höhenzug der Hohen Warte, dem Oschenberg und dem Bindlacher Berg. Im Gemeindeteil Stöckig entsteht aus dem Zusammenfluss von Furtbach und Flußgraben die Trebgast, die bei Trebgast in den Weißen Main mündet. Das weite Tal wurde nicht von ihr, sondern von der wasserreicheren Ursteinach, dem früheren Unterlauf der Warmen Steinach, geschaffen.

### Geotope
- Muschelkalk-Aufschluss am Bindlacher Berg (Geotop-Nummer 472A004).

### Gemeindegliederung

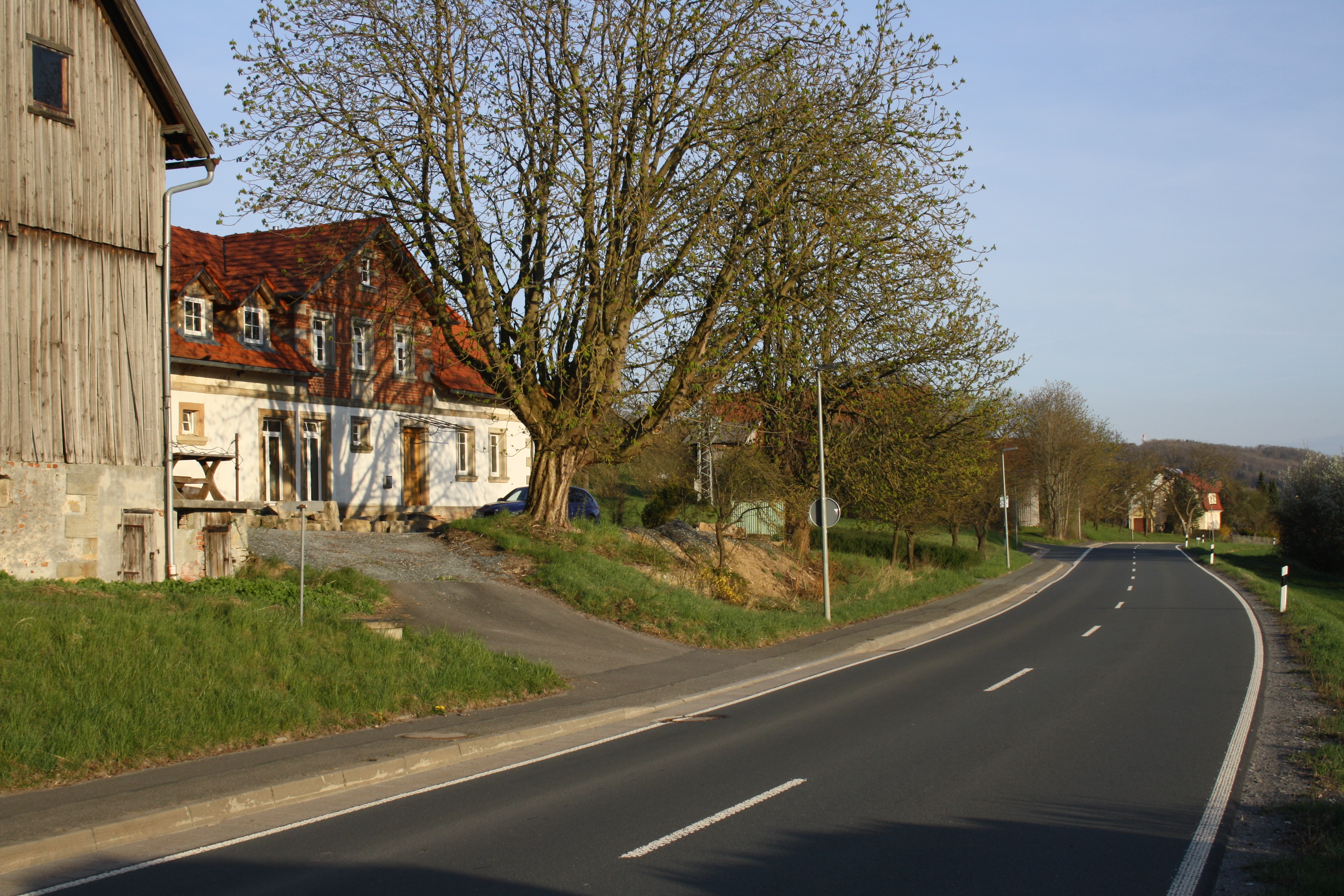
Gemeindeteil Röhrig an der Staatsstraße 2460 (ehemals Bundesstraße 2)

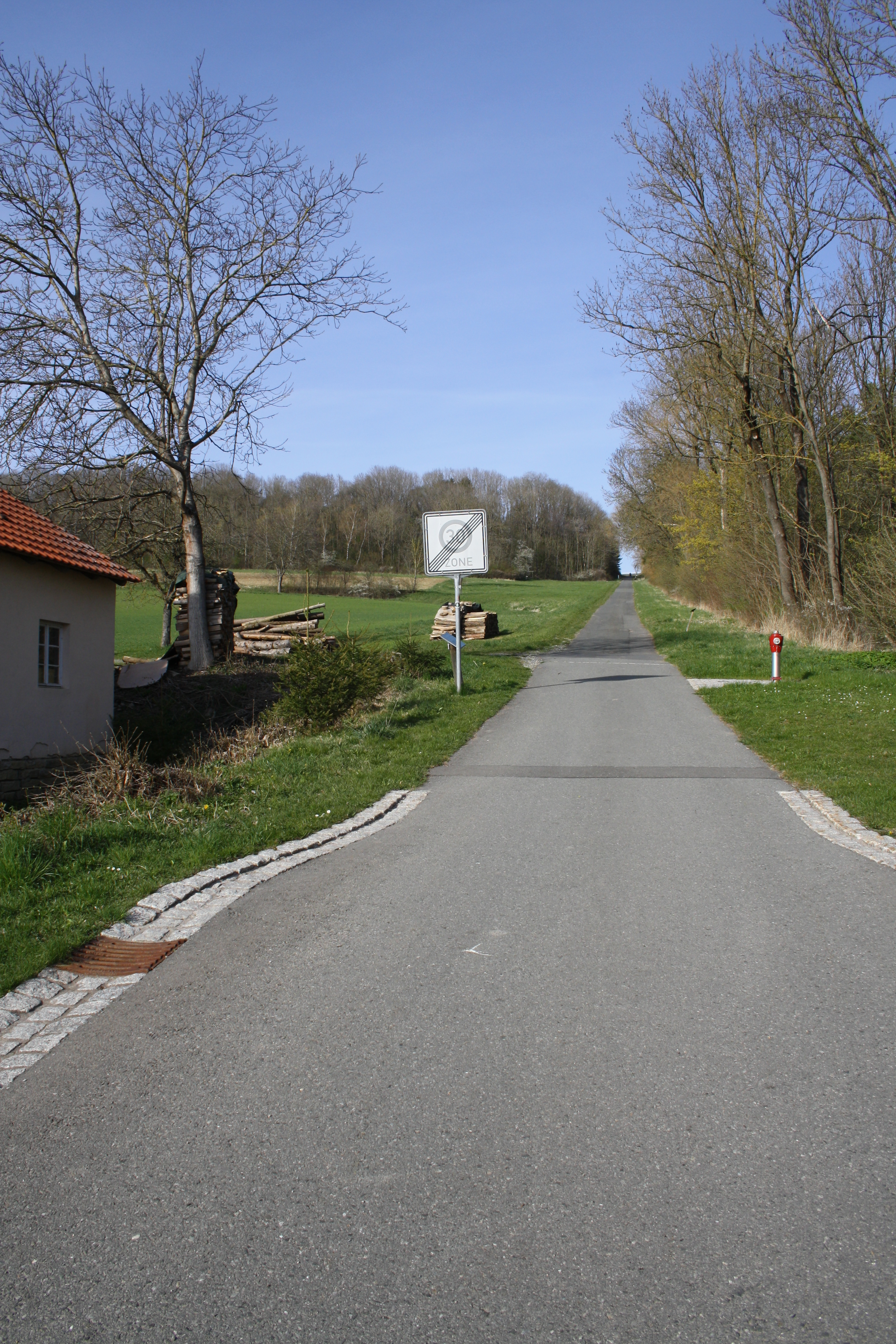
Alte Bergstraße (ehemals Reichsstraße 2) auf den Bindlacher Berg

Die Gemeinde Bindlach hat 35 Gemeindeteile (in Klammern ist der Siedlungstyp angegeben):
- Allersdorf (Dorf)
- Benk (Pfarrdorf)
- Bindlach (Pfarrdorf)
- Bindlacher Berg (Siedlung)
- Bremermühle (Einöde)
- Buchhof (Einöde)
- Crottendorf (Weiler)
- Deps (Dorf)
- Dörflas (Weiler)
- Eckershof (Weiler)
- Euben (Weiler)
- Flurhof (Einöde)
- Forkenhof (Einöde)
- Friedrichshof (Einöde)
- Furtbach (Einöde)
- Gemein (Dorf)
- Grabenhaus (Einöde)
- Haselhof (Dorf)
- Hauenreuth (Weiler)
- Heinersgrund (Dorf)
- Heisenstein (Einöde)
- Katzeneichen (Weiler)
- Neuhaus (Einöde)
- Obergräfenthal (Dorf)
- Pferch (Dorf)
- Ramsenthal (Dorf)
- Röhrig (Dorf)
- Röthelbach (Einöde)
- Ruh (Dorf)
- Schleifmühle (Einöde)
- Schrot (Weiler)
- Stöckig (Dorf)
- Theta (Dorf)
- Weiherhaus (Einöde)
- Zettlitz (Dorf)

Des Weiteren gibt es die Wohnplätze Forsthaus, Fuhrmannshöhe, Hermannsthal, Lehen, Lerchenhof und Zollhaus.
Es gibt auf dem Gemeindegebiet die Gemarkungen Benk, Bindlach, Crottendorf und Euben. Die Gemarkung Bindlach hat eine Fläche von 10,942 km². Sie ist in 3062 Flurstücke aufgeteilt, die eine durchschnittliche Fläche von 3573,49 m² haben. In ihr liegen neben dem namensgebenden Ort die Gemeindeteile Allersdorf, Eckershof, Flurhof, Furtbach, Grabenhaus, Röhrig, Ruh, Schleifmühle und Stöckig.

### Nachbargemeinden
Nachbargemeinden sind (von Norden beginnend im Uhrzeigersinn): Bad Berneck im Fichtelgebirge, Goldkronach, Bayreuth, Heinersreuth, Neudrossenfeld und Harsdorf.

## Name
Der Ursprung des heutigen Ortsnamens Bindlach ist umstritten. Bis ins späte 20. Jahrhundert wurde er auf das slawische Pnetluky zurückgeführt. Pnetluky enthält das slawische Verb tlouk, das „schlagen“ bedeutet. Dies lässt die sinngemäße Übersetzung „Dorf der Leute, die Stämme schlagen“ zu. Die weitere Entwicklung der Schreibweise führt über Pintlock, Pintloch, Bindlich, was heute noch umgangssprachlich zu hören ist, schließlich zu Bindlach.
Neuere Forschung führt die Bezeichnung Bindlach auf das altsächsische Binutlaka zurück. Dies wird mit „Binsenlache“ (mit Binsen bewachsenes, stehendes Gewässer) gedeutet.

## Geschichte

### Bis zur Gemeindegründung
Im Jahr 1997 wurden beim Wohngebiet Gries viele Keramikscherben von Tonkrügen und Gefäßen der bronzezeitlichen Urnenfelderkultur (ca. 1300–800 v. Chr.) gefunden, die auf eine frühgeschichtliche Besiedelung des Bindlacher Raumes schließen lassen. Ausgrabungen im August 1992 haben ergeben, dass zwischen Schleifmühle und Allersdorf eine keltische Siedlung der Zeit um 450 v. Chr. existiert hat.
Um das Jahr 800 n. Chr. sollen durch Karl den Großen deportierte Sachsen hier angesiedelt worden sein. 1963 wurden karolingische Reihengräber aus dem 9. Jahrhundert entdeckt. Als Beweis dafür, dass der Ort schon vor der Gründung des Bistums Bamberg im Jahr 1007 existierte, gilt der Würzburger Altzehnt, den 1317 Heinrich von Wirsberg in Bindlach zu zahlen hatte.
In einer Privaturkunde vom 6. April 1178 wurde „bintlvke“ zum ersten Mal urkundlich erwähnt. Die Pfarrei Bindlach war damals kirchlicher Mittelpunkt des Bayreuther Landes.
Als Teil des hohenzollernschen Fürstentums Bayreuth lag Bindlach ab 1500 im Fränkischen Reichskreis.
Bindlach bildete mit Eckershof, Flurhof, Lehen, Oschenberg, Röhrig und Schleifmühle eine Realgemeinde. Gegen Ende des 18. Jahrhunderts gab es in Bindlach mit Lehen 75 Anwesen. Die Hochgerichtsbarkeit und die Dorf- und Gemeindeherrschaft stand dem bayreuthischen Stadtvogteiamt Bayreuth zu. Ein Tropfhaus war freieigen. Die restlichen Anwesen unterstanden acht unterschiedlichen Grundherren:
- bayreuthische Ämter (47 Anwesen):
  - Hofkastenamt Bayreuth (36 Anwesen: 1 Mühle, 1 Schenkstatt, 2 Höfe, 13 Halbhöfe, 2 Viertelhöfe, 11 Sölden, 1 Sölden mit Nebenhaus, 1 Tropfsölde, 2 Tropfhäuser, 1 Badstube, 1 Gemeindeschmiede),
  - Hofkanzlei Bayreuth (4 Anwesen: 1 Halbhof, 2 Sölden, 1 Tropfhaus),
  - Amt Weidenberg (1 Söldengut),
  - Verwaltung Glashütten (1 Tropfhaus),
  - Verwaltung Ramsenthal (6 Anwesen: 1 Gütlein, 1 Söldengut mit Feuerrecht, 1 Söldengütlein, 1 geringes Söldengütlein, 2 Tropfgütlein),
- das Rittergut Schmeilsdorf (2 Tropfhäuser),
- das Rittergut Thurnau (2 Tropfhäuser),
- das Rittergut Guttenberg (1 Zapfenschenke, 11 Wohnhäuser),
- das Rittergut Steinenhausen (1 Mühle, 2 Tropfhäuser, 2 Wohnhäuser),
- das Rittergut Birken (2 Tropfhäuser),
- das Hospital Bayreuth (1 Tropfgütlein),
- die Pfarrei Bindlach (1 Söldengütlein) und das Gotteshaus Bindlach (1 Söldengut).[12]

Als Teil des seit 1792 preußischen Fürstentums Bayreuth kam Bindlach im Frieden von Tilsit zu Frankreich und wurde 1810 an das Königreich Bayern verkauft. Von 1797 bis 1810 unterstand der Ort dem Justiz- und Kammeramt Bayreuth.
1812 wurde infolge des Gemeindeedikts der Steuerdistrikt Bindlach gebildet. Außer dem Hauptort gehörten hierzu Allersdorf, Crottendorf, Eckershof, Flurhof, Furtbach, Gemein, Grabenhaus, Hussengut, Lehen, Neuhaus, Röhrig, Röthelbach, Schleifmühle und Zettlitz. Zugleich entstand die Ruralgemeinde Bindlach, zu der Eckershof, Flurhof, Furtbach, Lehen, Röhrig und Schleifmühle gehörten. Sie war in Verwaltung und Gerichtsbarkeit dem Landgericht Bayreuth zugeordnet und in der Finanzverwaltung dem Rentamt Bayreuth (1919 in Finanzamt Bayreuth umbenannt). In der freiwilligen Gerichtsbarkeit unterstanden die ehemals ritterschaftlichen Anwesen teilweise bis 1848 unterschiedlichen Patrimonialgerichten. Mit dem Gemeindeedikt von 1818 wurde die Gemeinde Allersdorf mit Grabenhaus eingegliedert. Ab 1862 gehörte Bindlach zum Bezirksamt Bayreuth (1939 in Landkreis Bayreuth umbenannt). Die Gerichtsbarkeit blieb beim Landgericht Bayreuth (1879 in Amtsgericht Bayreuth umgewandelt). Die Gemeinde hatte 1964 eine Gebietsfläche von 9,813 km².
Am 29. Juli 1823 brach gegen 13 Uhr in der sogenannten Ecken, dem nach Lehen hin gelegenen Teil Bindlachs, ein Feuer aus. Da fast alle Einwohner auf den Feldern beschäftigt waren, konnte sich der Brand rasch ausbreiten. Die ganze östliche Seite des Dorfs wurde zerstört, 21 der meist noch mit hölzernen Schindeln gedeckten Häuser samt Nebengebäuden wurden ein Raub der Flammen. Durch den beherzten Einsatz eines Zimmermeisters, der die bereits brennende Kuppel des Kirchturms löschte, wurde die Kirche gerettet. Besonders entlang der Hauptstraße wurden bald neue Bauernhäuser errichtet, sie tragen als Jahr der Erbauung im Schlussstein über der Haustür Jahreszahlen ab 1823.

### Neuere Geschichte
Der Bindlacher Pfarrer Fehler berichtete im August 1945, in den letzten Wochen des Zweiten Weltkriegs seien Bindlach und die umliegenden Ortschaften mit Hunderten englischen Kriegsgefangenen belegt worden. In einer Scheune im Ort habe man eine kleine Anzahl kriegsgefangener Russen untergebracht, deren körperliche Verfassung ein jammervolles Bild geboten habe. Zudem sei Bindlach von Flüchtlingen aus dem Saargebiet, Schlesien und Ostpreußen überfüllt gewesen. Am 14. April hätten die meisten Einwohner weiße Fahnen gehisst. Am Vormittag des 15. April 1945 nahmen Soldaten der US-Armee den weitgehend unversehrt gebliebenen Ort ein.
Ein amerikanischer Militärrabbiner förderte ab Januar 1946 maßgeblich den Zustrom ehemaliger jüdischer KZ-Häftlinge aus überfüllten Flüchtlingslagern. Auf dem Gebiet der heutigen Gemeinde entstanden zwei „Jewish Farms“, landwirtschaftliche Kollektive und handwerkliche Lehrwerkstätten, in denen junge Überlebende des Holocaust auf ein künftiges Leben in Kibbuzim in Palästina vorbereitet werden sollten. Unter dem Namen „Geulim“ wurde im November 1945 ein Vorläufer in Zettlitz eröffnet. In den Jahren 1946/47 wurde der Forkenhof in Theta im Rahmen der Hachschara-Bewegung vom Kibbuz Afikim als Ausbildungsstätte für durchschnittlich 60 Auswanderer genutzt.
1994 wurde die Gemeinde als staatlich anerkanntes Unterzentrum eingestuft.
Am 5. Juni 2021 traf ein Unwetter mit starkem Regen und schwerem Gewitter die Gemeinde, auf die binnen einer Stunde mehr als 100 Liter Wasser pro Quadratmeter niedergingen. Der Hauptort Bindlach wurde komplett von den Überschwemmungen getroffen. Am stärksten betroffen war der Gemeindeteil Stöckig mit 110 Litern pro Quadratmeter. Selbst 80-jährige Einwohner konnten sich nicht an ein derartiges Hochwasser, bei dem rund 150 Keller vollliefen, erinnern. Mehr als 300 Feuerwehrleute und rund 100 Helfer waren im Einsatz.

### Eingemeindungen
Im Zuge der Gebietsreform in Bayern wurde am 1. Januar 1976 die Gemeinde Crottendorf eingegliedert. Am 1. Januar 1978 kam Benk hinzu, Euben und Ramsenthal folgten am 1. Mai 1978.
Bereits am 1. Dezember 1973 wurde das im Westen liegende gemeindefreie Gebiet Forst Sankt Georgen aufgelöst. Dabei wurden 123,89 Hektar oder 23,0 Prozent der Fläche des Gebiets im nördlichen Bereich des südöstlichen Gebietsteils in die Gemeinde Bindlach eingegliedert, und der Rest in die Stadt Bayreuth und die damals noch bestehenden Gemeinden Cottenbach und Euben. Auch die Gemarkung Forst Sankt Georgen wurde aufgelöst.

### Einwohnerentwicklung
Im Zeitraum von 1988 bis 2018 wuchs die Gemeinde von 5180 auf 7333 um 2153 Einwohner bzw. um 41,6 %, das ist der bei weitem höchste Zuwachs im Landkreis im genannten Zeitraum.
Gemeinde Bindlach
| Jahr      | 1822   | 1840   | 1852   | 1861   | 1867   | 1871   | 1875   | 1880   | 1885   | 1890   | 1895   | 1900   | 1905   | 1910   | 1919   | 1925   | 1933   | 1939   | 1946   | 1950   | 1961   | 1970   | 1987   | 2008   | 2015   | 2020   |
| Einwohner | 662    | 716    | 791    | 895    | 892    | 911    | 971    | 1010   | 1045   | 1010   | 1020   | 1071   | 1132   | 1191   | 1177   | 1247   | 1402   | 1544   | 2212   | 2916   | 3037   | 3097   | 5084   | 7211   | 7237   | 7320   |
| Häuser    | 75     |        |        |        |        | 101    |        |        | 116    | 123    |        | 131    |        |        |        | 159    |        |        |        | 215    | 367    |        | 1164   |        | 1856   | 1925   |
| Quelle    | [ 13 ] | [ 24 ] | [ 24 ] | [ 25 ] | [ 26 ] | [ 27 ] | [ 28 ] | [ 29 ] | [ 30 ] | [ 31 ] | [ 24 ] | [ 32 ] | [ 24 ] | [ 33 ] | [ 24 ] | [ 34 ] | [ 24 ] | [ 24 ] | [ 24 ] | [ 35 ] | [ 15 ] | [ 36 ] | [ 37 ] | [ 38 ] | [ 38 ] | [ 39 ] |

Ort Bindlach
| Jahr      | 001819 | 00 1822 | 001861 | 001871 | 001885 | 001900 | 001925 | 001950 | 001961 | 001970 | 001987 |
| Einwohner | *360   | 398     | 534    | 560    | 598    | 919    | 1061   | 2638   | 1898   | 1845   | 2318   |
| Häuser    |        | 36      |        |        | 62     | 108    | 130    | 179    | 216    |        | 457    |
| Quelle    | [ 40 ] | [ 13 ]  | [ 25 ] | [ 27 ] | [ 30 ] | [ 32 ] | [ 34 ] | [ 35 ] | [ 15 ] | [ 36 ] | [ 37 ] |

## Politik

### Bürgermeister
Bürgermeister ist seit 2020 Christian Brunner (CSU). Sein Vorgänger war ab 2008 Gerald Kolb (Freie Wähler). Zuvor fungierte Hermann Hübner (CSU) als Bürgermeister, der 2008 zum Bayreuther Landrat gewählt wurde.

### Gemeinderat
Die Kommunalwahlen in Bayern 2002, 2008, 2014 und 2020 führten zu den folgenden Sitzverteilungen im Gemeinderat:
| Partei / Liste                         | 2002  | 2008  | 2014  | 2020  |
| CSU                                    | 7     | 6     | 5     | 8     |
| Grüne                                  | n. a. | n. a. | n. a. | 2     |
| SPD                                    | 6     | 6     | 4     | 4     |
| Wahlgemeinschaft                       | 4     | 4     | 6     | 3     |
| Christlich Soziale Wählervereinigung   | 2     | 2     | 3     | 2     |
| Überparteiliche Wählervereinigung Benk | 1     | 1     | 1     | 1     |
| BergListe                              | n. a. | 1     | 1     | n. a. |
| Gesamt                                 | 20    | 20    | 20    | 20    |

## Wappen und Flagge
Wappen
| Wappen von Bindlach | Blasonierung: „In Silber ein schräg gestelltes schwarzes Messer, darüber im linken Obereck ein blaues Schildchen mit einer goldenen heraldischen Rose.“ |
| Wappen von Bindlach | Wappenbegründung: In Bindlach steht einer der bedeutendsten Kirchenbauten der früheren Markgrafschaft Bayreuth, die ehemalige Bartholomäuskirche und jetzige evangelische Pfarrkirche zur Heiligen Dreifaltigkeit. Darauf weist das Messer als Attribut des heiligen Bartholomäus hin. Die goldene Rose in blauem Schild ist das Wappen der Herren von Guttenberg, die 1310/18 erstmals erwähnt werden und die im Ort Lehen reich begütert waren. Wappenführung seit 1970. |

Flagge
Die Gemeindeflagge ist schwarz-gelb-blau.

## Wirtschaft und Infrastruktur

### Verkehr

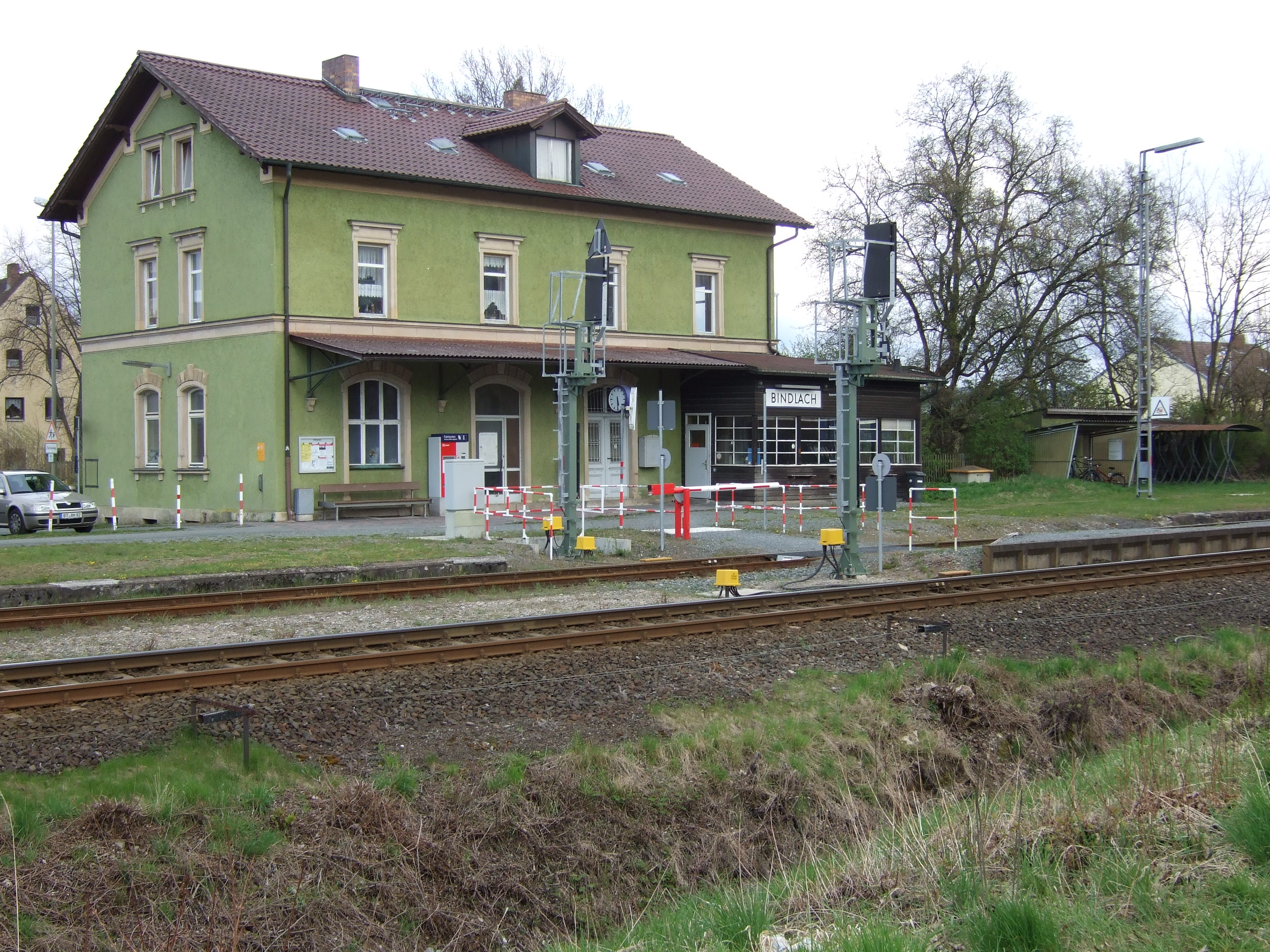
Bahnhof Bindlach (2012)

#### Eisenbahn

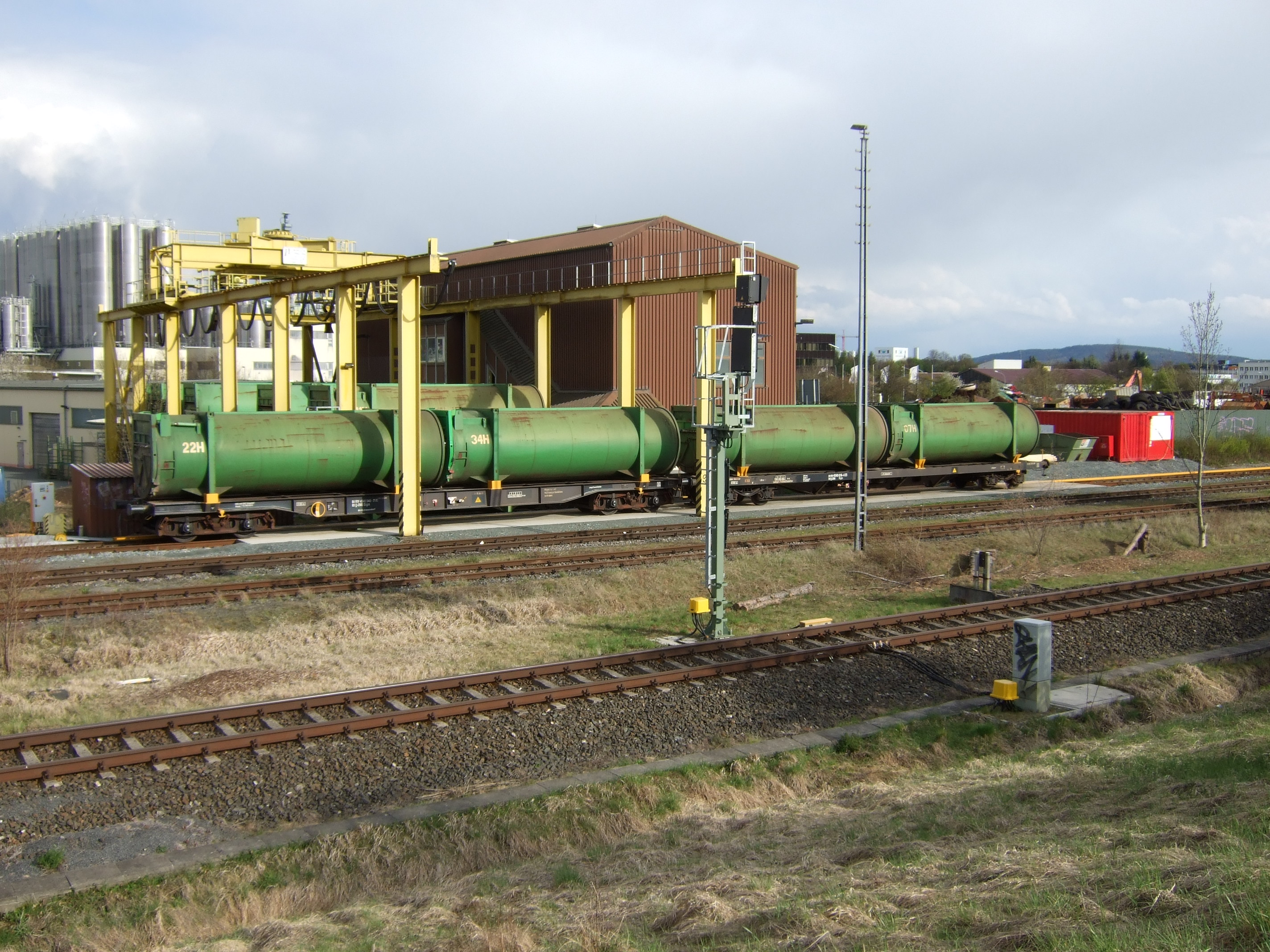
Müllverladestation

Bindlach besitzt einen Bahnhof an der Bahnstrecke Bayreuth–Neuenmarkt-Wirsberg mit Regionalzugverkehr. Der unter Denkmalschutz stehende Bahnhof wurde in den 1980er Jahren aufwendig restauriert, befand sich aber bereits 2006 wieder in einem restaurierungsbedürftigen Zustand. Die Fahrkartenausgabe und die Gepäckaufgabe schlossen Mitte der 1980er Jahre. Seitdem wird das Bahnhofgebäude überwiegend zu Wohnzwecken genutzt.
Anfang 2006 wurde das Gleis 1 ab dem Bahnhofsgebäude in Richtung Harsdorf für jeglichen Zugverkehr gesperrt und das zweiflügelige Ausfahrtssignal in Richtung Harsdorf abgebaut. Im Juli 2009 wurden die verbliebenen Formsignale durch moderne Lichtsignale ersetzt und im selben Jahr wurde südlich des Bahnhofsgebäudes und östlich des Gleises 1 ein neuer Bahnsteig gebaut und das Gleis wieder in Betrieb genommen; die Regional-Express-Züge zwischen Bayreuth und Neuenmarkt-Wirsberg befahren nun ohne Halt das Gleis 2. Die ehemals vorhandenen zwei Ladegleise und der Stückgutschuppen sind seit den späten 1980er Jahren abgebaut.
Das seit 2009 inaktive mechanische Stellwerk stammt noch aus der Zeit der Königlich Bayerischen Staatseisenbahn. Es soll abgebaut werden und als Ersatzteilspender für die Stellwerke von Harsdorf und Trebgast dienen, die in ein Museum überstellt werden. Die Bedienung der Schranken geschah auch im Jahr 2012 weiterhin vollmechanisch.
Im Jahre 2022 wurde der Bahnübergang modernisiert und automatisiert; das Bahnhofsgebäude wird jetzt als Wohnhaus genutzt.
Zum Zuständigkeitsbereich des Bahnhofs gehören eine im Oktober 1982 eröffnete Müllverladestation an der Gemeindegrenze zu Bayreuth sowie eine Panzerverladestation, die nach dem Abzug des Militärs aus Bayreuth und Umgebung nicht mehr genutzt wird.
Öffentliche Verkehrsmittel
Bindlach besitzt täglich zwischen ca. 6 und 22 Uhr stündliche Regionalbahnverbindungen nach Bayreuth Hbf und Lichtenfels bzw. Coburg.  Zusätzlich halten vereinzelt RE-Züge nach Hof Hbf, vor allem ab 22:00 Uhr.
Der letzte Zug nach Bindlach verlässt Bayreuth um 23:57 Uhr, am Wochenende 00:30 Uhr
Bis auf einen Zug halten alle Personenzüge auf Gleis 2.
Zusätzlich gibt es zahlreiche Busverbindungen der Omnibusverkehr Franken GmbH.
Die Linie 328 fungiert als Ortsbus und führt weiter nach Bayreuth, die Linien 330, 367, 8326 und 8943 verkehren über die Staatsstraße 2460 weiter nach Bad Berneck.
Die Linien stellen meist einen 30-Minuten-Takt, mindestens jedoch einen 60-Minuten-Takt, zwischen Bindlach und Bayreuth her. Der letzte Bus nach Bad Berneck fährt um 20:15 Uhr, die Linie 328 um 19:00 Uhr ab Bayreuth.
An Samstagen ist die Verbindung im Vergleich sehr schlecht. Die Linie 328 verkehrt alle 60/120 Minuten und die restlichen 4 Linien verkehren nur viermal. Nach 18:00 Uhr gibt es keine Busverbindung von und nach Bayreuth und nach Bad Berneck.
Sonntags und feiertags gibt es nur 2 Verbindungen mit der Linie 8943 von der Haltestelle Bindlach Schule.

#### Straßen

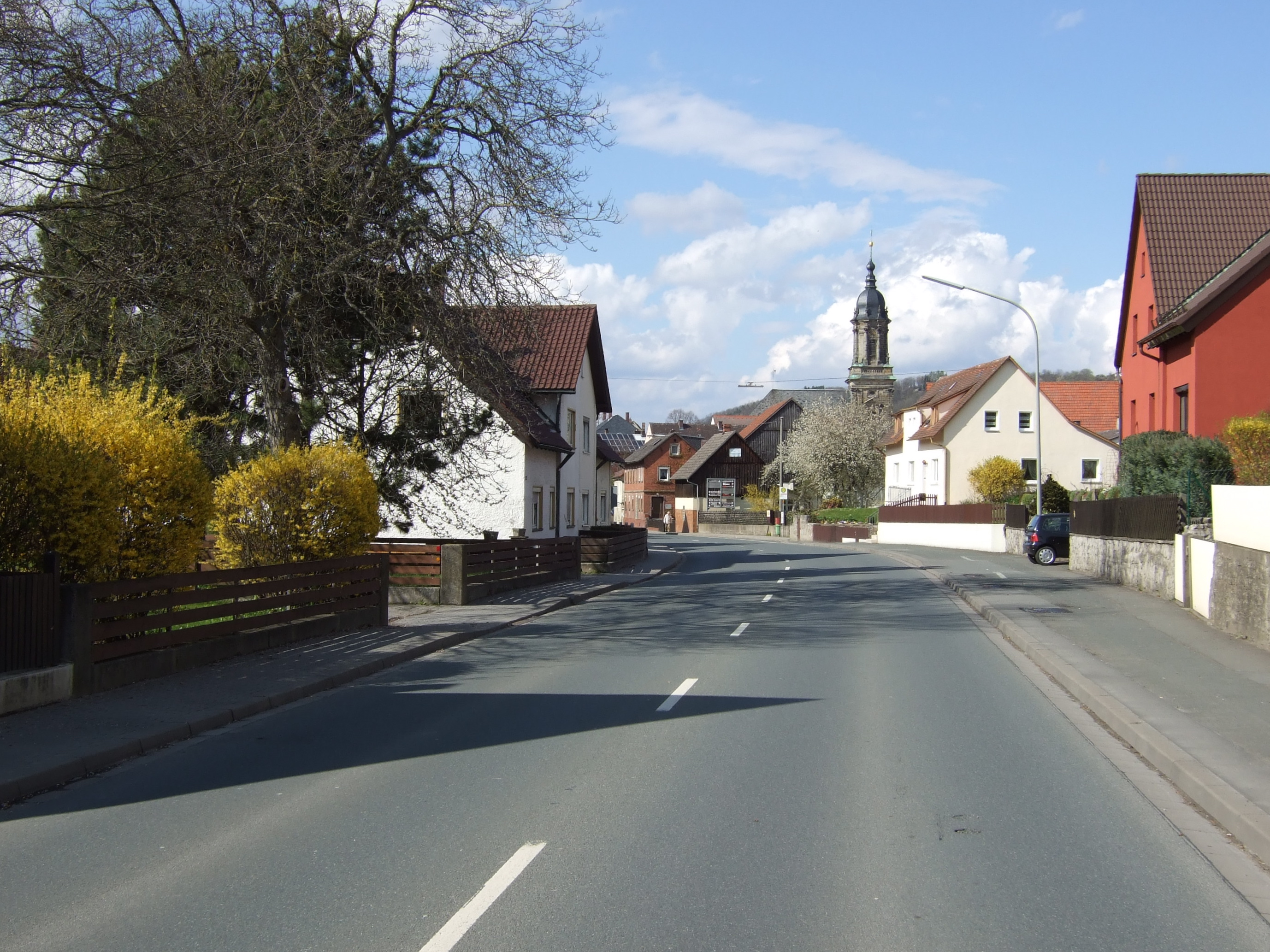
Ehemalige Bundesstraße 2 in Bindlach (2012)

Die Bundesautobahn 9 durchschneidet Bindlach und trennt das westliche, hauptsächlich in den 1950er bis 1970er Jahren bebaute Gemeindegebiet vom Rest des Ortes. Eine eigene Anschlussstelle hat Bindlach erst seit Anfang der 1990er Jahre, als im Zuge des Ausbaus der A 9 das Autobahndreieck Bayreuth und die direkt südlich des Dreiecks gelegene Behelfsanschlussstelle ausgebaut wurden. Diese hatte bis dahin nur den amerikanischen Truppen auf dem Bindlacher Berg zur Verfügung gestanden.
Bis zum Ausbau der A 9 auf sechs Fahrstreifen war die Autobahn zwischen Bindlach und der Anschlussstelle Bayreuth–Nord die letzte Autobahnallee Deutschlands. Zwischenzeitlich wurde die Strecke wieder beiderseits mit jungen Bäumen bepflanzt.
Die Staatsstraße 2460 (bis 2015: Bundesstraße 2) verläuft durch den Ortskern Bindlachs und durch den Gemeindeteil Benk.

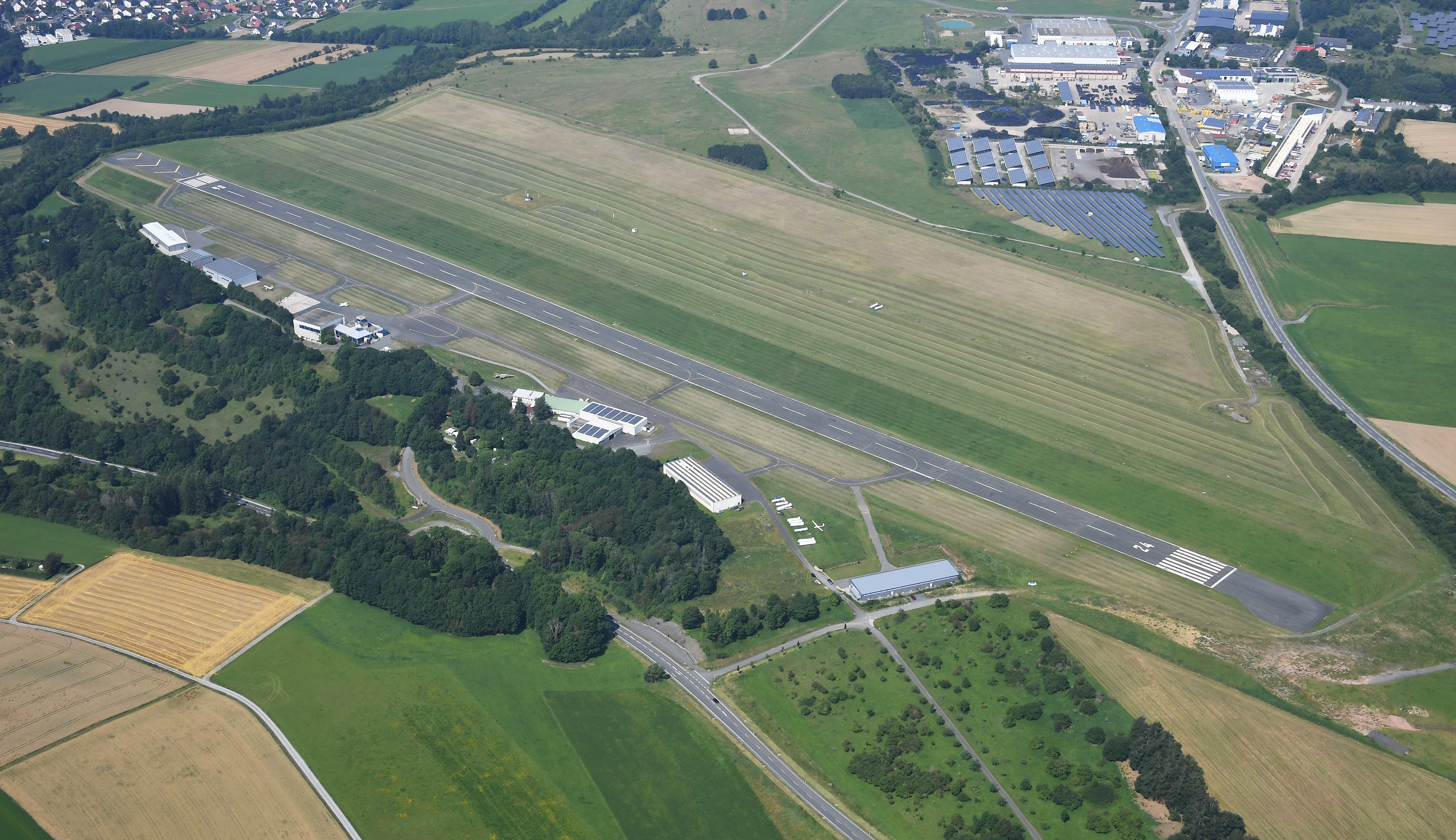
Verkehrslandeplatz Bayreuth auf dem Bindlacher Berg

#### Luftverkehr
Auf dem Bindlacher Berg befindet sich der Verkehrslandeplatz Bayreuth-Bindlacher Berg, der bis 2002 in das Liniennetz der Lufthansa eingebunden war (Linie Frankfurt (M) – Bayreuth – Hof). Er dient heute vor allem der Geschäftsfliegerei und als Segelflugzentrum.

### Öffentliche Einrichtungen
In der Samenklenge Nordbayern der Bayerischen Staatsforsten wird forstwirtschaftliches Saatgut (z. B. aus Generhaltungsbeständen) durch Sortieren, Trocknen und Reinigen für die weitere Verwendung aufbereitet.
Freiwillige Feuerwehren gibt es in Bindlach, Ramsenthal, Benk, Euben, Crottendorf und Deps.

### Ansässige Unternehmen

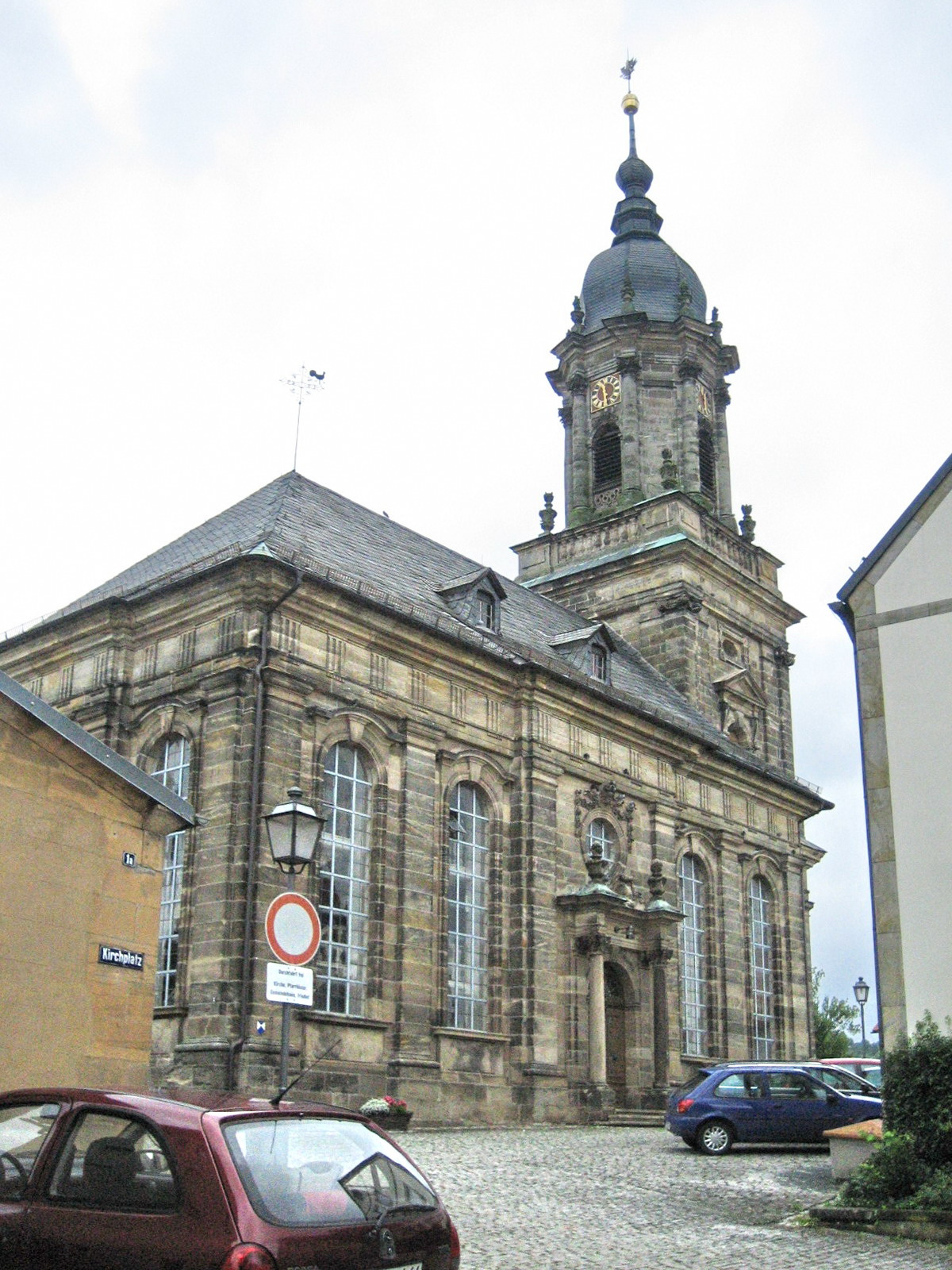
Evangelische Kirche Sankt Bartholomäus

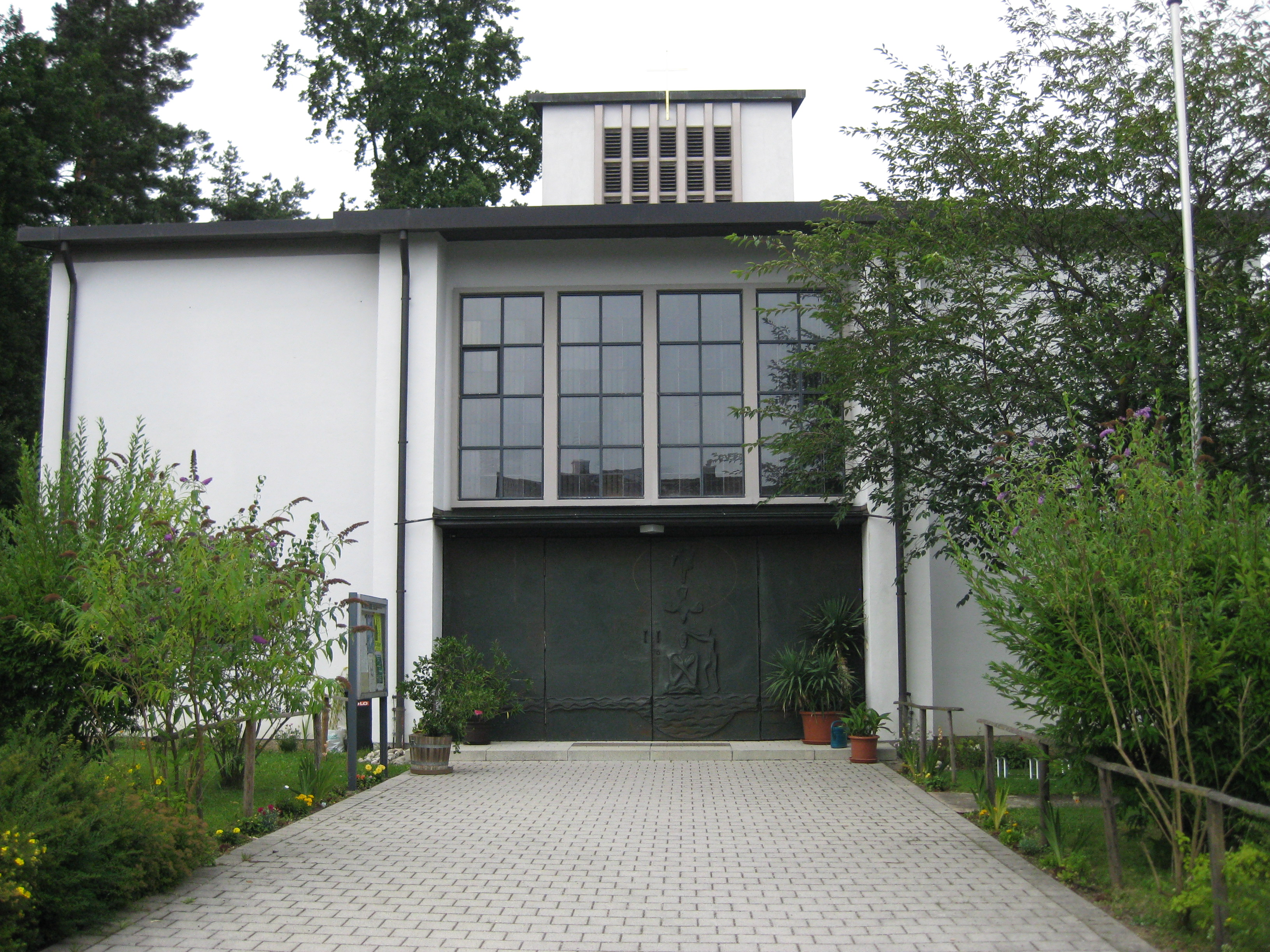
Katholische Kirche zur Heiligsten Dreifaltigkeit

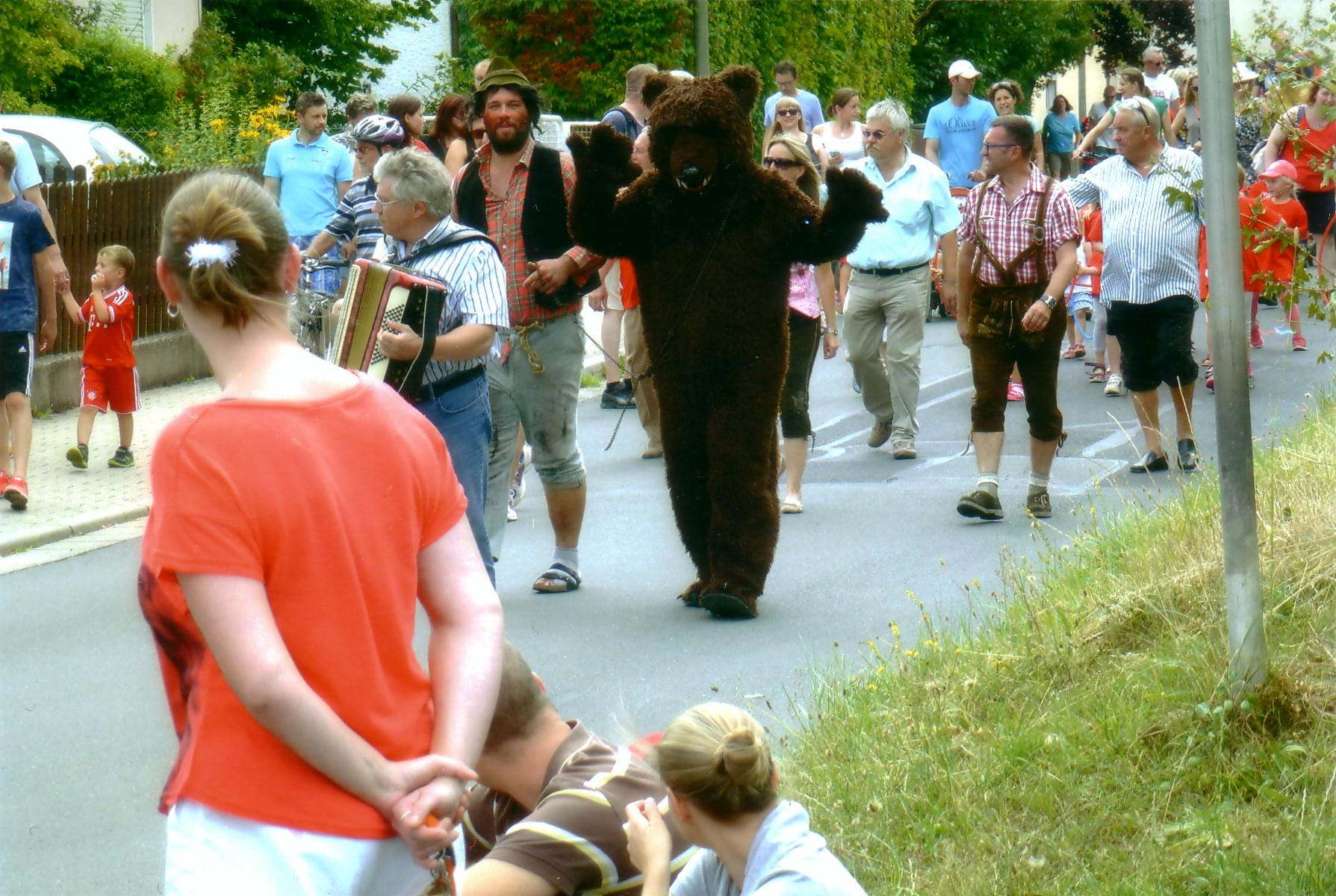
Der „Bär“ wird durch das Dorf getrieben

- 1972 eröffnete die Firma Trompetter Guss ein Werk an der St.-Georgen-Straße.
- An der Staatsstraße 2460 in Richtung Bayreuth wurde 1993 ein der Best-Western-Kette angeschlossenes Hotel mit 115 Zimmern und zwölf Tagungsräumen eröffnet.
- Südlich des Ortskerns befindet sich der Sitz des Textildiscounters NKD. Das 1992 errichtete Verwaltungsgebäude der Firma umfasst eine Bürofläche von 3200 Quadratmetern.[45]
- Seit 1985 liegen die Zentrale und das Versandlager des Loewe Verlags an der Bühlstraße.
- Im Esbachgraben befindet sich die Zentrale der Firma Powerslide Sportartikelvertriebs GmbH.

### Militär
Bis zum Beginn der 1990er Jahre gab es auf dem Bindlacher Berg die amerikanische Militärbasis Christensen Barracks, die die nur jeweils 70 Kilometer entfernten Grenzen zur DDR und der Tschechoslowakei sicherte. Die Basis wurde auf Grund ihrer Lage hoch über dem Ort von den Soldaten „The Rock“ genannt. Das Gelände wurde nach dem Abzug der amerikanischen Truppen von der Gemeinde Bindlach übernommen und zum heutigen Ortsteil Bindlacher Berg um- und ausgebaut.

## Kultur und Sehenswürdigkeiten

### Bauwerke
- Evangelische St.-Bartholomäus-Kirche (bzw. Dreifaltigkeitskirche): Die prachtvolle Barockkirche wurde von 1766 bis 1768 durch Carl Philipp von Gontard und Rudolf Heinrich Richter erbaut. Sie gilt als prächtigste Markgrafenkirche Oberfrankens.[2]
- Giebelständige Sandsteinhäuser mit Fensterschürzen im Ortskern[46]
- Katholische Kirche zur Heiligsten Dreifaltigkeit im Gemeindeteil Stöckig
- Der Forkenhof im Gemeindeteil Theta

### Regelmäßige Veranstaltungen
- Im August findet die Bärnkerwa statt, zu deren Auftakt ein als Tanzbär verkleideter Kerwabursch unter großer Beteiligung der Bevölkerung durch den gesamten Ort zum Sportplatz im Wald zieht. Ursprung des Brauchs ist eine Geschichte, die sich ca. um 1880 zugetragen haben soll: Damals sollen sich die Bindlacher, aufgeschreckt von der Meldung, dass im Dorf ein angeblich zahmer Tanzbär ausgekommen sei, auf die Jagd gemacht, aber anstelle eines Bären eine Kuh erlegt haben. Die eigentliche Blamage wurde geschickt zur Heldentat uminterpretiert, schließlich habe das Dorf in der Stunde der Not fest zusammengehalten.

## Freizeit und Sport

### Fußball
Die erste Herrenmannschaft des TSV Bindlach spielte in der Saison 2012/2013 in der Kreisliga II Bayreuth/Kulmbach, die zweite in der Kreisklasse 5.

### Wandern

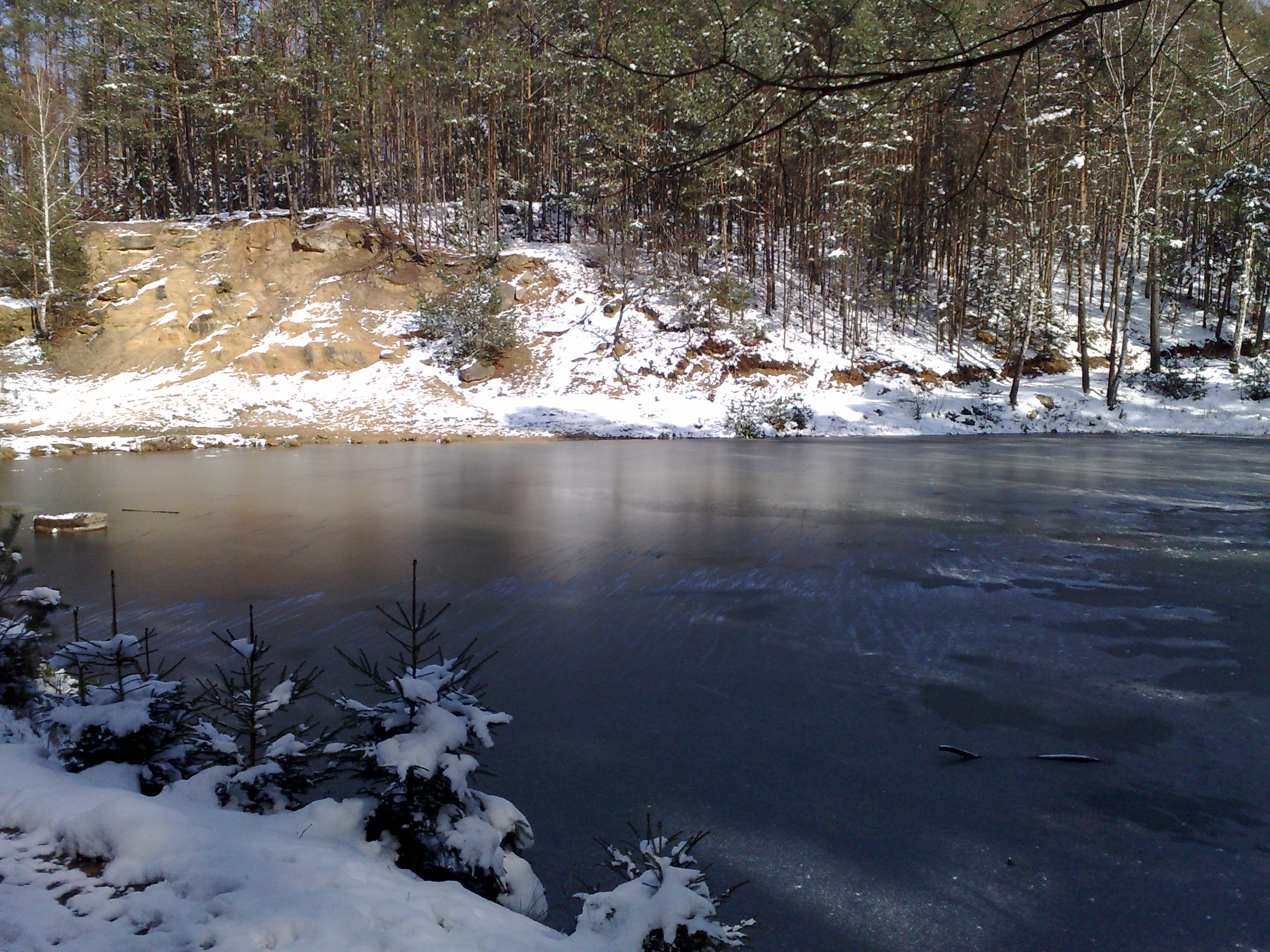
Eisbachsee im April 2008

Deutscher Meister im Blitzschach 2008: TSV Bindlach-Aktionär

Es gibt zahlreiche Wanderwege. Ein 50 Kilometer langer Rundwanderweg mit mäßiger Steigung und das nahe gelegene Fichtelgebirge bieten weitere Wandermöglichkeiten.

### Schwimmen
Am Ortsrand von Bindlach liegt ein Kiesweiher, der sich zum Schwimmen, Tauchen und Baden eignet. Zum Schwimmen eignet sich ebenfalls der Eisbachsee westlich von Bindlach auf der Hohen Warte.

### Schach
Im Schach ist mit dem TSV Bindlach-Aktionär eine ehemalige deutsche Spitzenmannschaft in Bindlach beheimatet. Nachdem 2007 schon die Vizemeisterschaft errungen worden war, feierten die „Aktionäre“ 2008 in Herford mit dem Gewinn der Deutschen Meisterschaft im Blitzschach ihren bisher größten Erfolg. Nach zwei Jahren in der ersten Schachbundesliga entschieden sich die Schachabteilung des TSV Bindlach-Aktionär zusammen mit ihrem Hauptsponsor Der Aktionär 2009 für den Rückzug ihrer ersten Mannschaft in die Zweite Liga. Die beiden Saisons davor konnten jeweils als Viertplatzierte abgeschlossen werden.

### Luftsport
Der Verkehrslandeplatz Bayreuth auf dem Bindlacher Berg, von wo noch bis 2002 mit Linienmaschinen die Strecke Frankfurt/Main – Bayreuth – Hof bedient wurde, dient nun vor allem als Segelflugzentrum. Hier fliegt heute die Luftsportgemeinschaft Bayreuth, deren Segelfluggruppe zur Ersten Segelflug-Bundesliga zählt. 1999 war der Flugplatz Austragungsort der Weltmeisterschaften im Segelfliegen. 2002, 2015 und 2018 gewann das Team der Luftsportgemeinschaft die Segelflug-Bundesliga, 2015 und 2018 sogar die Segelflug-Weltliga „IGC World League“.

## Bildung
- Volksschule Bindlach, Grund- und Hauptschule

## Persönlichkeiten
- Johann Friedrich Laurer (1798–1873), Botaniker, Anatom und Pharmakologe
- Hans Raithel (1864–1939), Heimatdichter, Schriftsteller und Gymnasialprofessor
- Johann Zeitler (1927–2018), Fußballspieler, Olympiateilnehmer mit der Amateur-Nationalmannschaft
- Ingrid Kögel-Knabner (1958-), Universitätsprofessorin, Bodenkundlerin, Umweltwissenschaftlerin

## Sonstiges

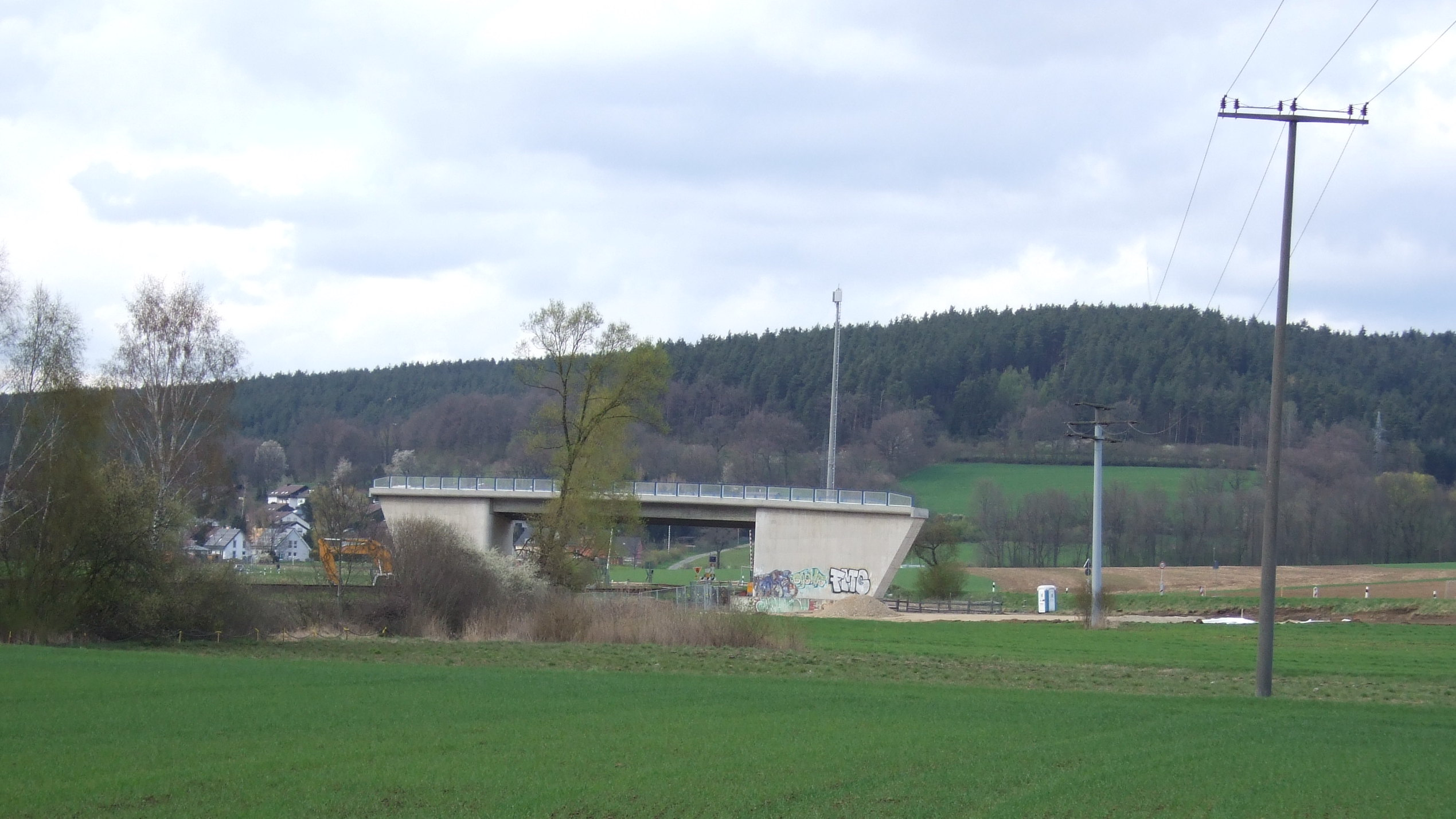
So-Da-Brücke beim Gemeindeteil Ramsenthal im April 2012

Überregionale Bekanntheit erlangte die So-Da-Brücke zwischen Bindlach und Ramsenthal, die einen schienengleichen Übergang der Staatsstraße 2183 über die Bahnstrecke Bayreuth–Neuenmarkt-Wirsberg ersetzt. Nachdem sich herausgestellt hatte, dass der Untergrund der geplanten Zufahrtsrampen sumpfig war und in einem Wasserschutzgebiet lag und sich die Kosten beinahe verdreifacht hatten, stand der Weiterbau für drei Jahre still. Die isoliert dastehende Brücke drohte zur Investitionsruine zu werden, sogar ihr Abriss wurde gefordert. Im Frühjahr 2012 wurden die Arbeiten schließlich wieder aufgenommen. Bis zum Oktober 2012 war der Straßendamm zur Brücke, für den 1705 Betonpfähle in den Boden gerammt werden mussten, fast fertiggestellt. Am 14. Oktober 2013 wurde die Brücke, deren Baukosten von 3,7 auf 9,5 Millionen Euro angestiegen waren, für den Verkehr freigegeben.